# 燃えろ青春!つかめ甲子園
『燃えろ青春!つかめ甲子園』（もえろせいしゅん!つかめこうしえん）は、1991年の長野朝日放送開局時にスタートし、現在でも放送されている全国高等学校野球選手権長野大会の中継番組である。正式なタイトルは『燃えろ青春!つかめ甲子園・全国高等学校野球選手権長野大会中継』（もえろせいしゅん!つかめこうしえん・ぜんこくこうとうがっこうやきゅうせんしゅけんながのたいかいちゅうけい）。

## 長野大会民放テレビ中継の歴史
全国中等学校優勝野球大会→全国高等学校野球選手権大会を主催する朝日新聞社が、地元紙の信濃毎日新聞社との出資で設立した信越放送によって、1963年の第45回記念大会からテレビ中継を始めた。しかし、信越放送はニュースネットワーク以外はフリーネットというのがネックとなり、中継は準決勝・決勝のみに留まった。準々決勝以前を初めて中継したのは長野放送で、1981年の第63回大会から3回戦以降の中継をスタートさせている。
その後、テレビ信州も準決勝・決勝に限り中継をするようになり、1985年 - 1990年にかけては準々決勝までは長野放送のみ、準決勝以降は在長民放3社が中継していたという状況だった。しかし、1989年に朝日新聞社全額出資の民放として長野朝日放送が設立。1990年の第72回大会を最後にテレビ中継は長野朝日放送（ただし、信越放送はラジオで継続）に一本化されることとなり、翌1991年の第73回大会から現在の形に移行している。

## 補足事項
編成やスポンサー上の都合により、高校野球中継期間中はネット番組の放送時間変更・短縮・休止が最近までは多々あった。下記がその具体例。
放送時間短縮
- 『羽鳥慎一・モーニングショー』（8:00 - 9:30）
- 『ワイド!スクランブル』（11:25 - 12:00または12:00 - 12:50（12:55））
- 『スーパーJチャンネル』（17:54 - 18:17）
- 『abnステーション』（試合終了後 - 18:55）

※なお、18:55以降（土日曜は17:30以降）まで試合が続く場合は中継は打ち切られ、以後は通常編成の番組が放送される。
放送時間変更
- 『上沼恵美子のおしゃべりクッキング』
- 『徹子の部屋』
- 『新婚さんいらっしゃい!』
- 『パネルクイズ アタック25』

※上記の番組は、スポンサーの関係で必ず放送されている。通常は同日の夕方16時台にスライドされることが多いが、同日中に放送できない場合のみ、後日改めて放送される。
放送休止
- 『極上!旅のススメ』

※上記の場合、生放送のため原則的には放送休止を行わないが、高校野球が準々決勝以降の重要な試合に限り、放送休止の場合がある。その場合スポンサーは通常放送の時間帯と同様のスポンサーになる。
- また、試合時間の予測が困難であるため、試合終了から開始の間にはメインスタジオから各球場の試合経過を逐一伝えたり、視聴者の応援メッセージを紹介し、それでも時間が余る場合には高校野球関連のフィラーで対応している。

Webライブ配信
- 2015年からは番組サイト内でテレビ放送の時間外に行われる試合を配信する。2016年はテレビ放送と同時配信も行う。

## 実況
- 開局して間もない頃は同局の男性アナウンサーの他に、普段はアナウンス業務を行っていない制作の職員も実況担当として動員していた。
- 近年は[いつ?]同局の女性アナウンサーに実況を担当させることがある。